# Ла-Тигра
Ла-Тигра (исп. La Tigra) — самый старый национальный парк Гондураса. Образован на основании Декрета № 976-80 от 1 января 1980 года. Основной целью создания парка является сохранение и поддержание гидрологического потенциала территории.
Ла-Тигра представляет собой туманные леса площадью 238,2 квадратного километра, расположенные в 25 км от Тегусигальпы на высоте от 1800 до 2185 метров над уровнем моря.
Помимо своей природной красоты и важного исторического прошлого горы Ла-Тигра с их обширной растительностью тропических влажных лесов обеспечивают более 30 % потребностей столицы Тегусигальпа в воде.
Фауна представлена 3 видами земноводных, 13 видами пресмыкающихся (2 редких и 2 ядовитых), более 200 видами птиц (мигрирующие и оседлые) из 39 семейств и 13 отрядов и 31 видом млекопитающих, 6 из которых находятся под угрозой исчезновения, 2 под угрозой и 2 считаются редкими.
Фауна представлена бромелиями, папоротниками, мхами, грибами и гигантами леса: дубами, соснами, эритриной — священным деревом майя. Кроме того, здесь произрастают авокадо, которые являются основным источником пищи для квезаля.